# Thrife
Thrife Cannon Ayodele Jack, noto semplicemente come Thrife (S:t Mikaels församling, 26 giugno 1997), è un rapper svedese di origini nigeriane.

## Biografia
Thrife è salito alla ribalta dopo aver collaborato con Z.E e Jiggz nella hit Gäller, prima top ten del rapper nella Sverigetopplistan e certificata platino dalla IFPI Sverige. Ha in seguito inciso l'album in studio Nu eller aldrig, entrato nella classifica svedese al 50º posto. Sevilla (2022) ha ricevuto la certificazione di platino per aver superato la soglia delle 80 000 unità vendute.
Gamechanger 2023, secondo LP, è stato presentato nel novembre 2023 e ha esordito alla 34ª posizione della graduatoria nazionale.

## Discografia

### Album in studio
- 2020 – Nu eller aldrig
- 2023 – Gamechanger 2023

### Singoli
- 2017 – Rastaman
- 2017 – All Eyes on Me
- 2018 – På min block
- 2018 – Cirkulerar
- 2018 – Cholo (con Max Leon e Ille FreeWay)
- 2019 – Träningspass
- 2019 – Gees
- 2019 – Härdad
- 2019 – Klick (con Z.E e Nigma)
- 2019 – Pineapple Kush
- 2020 – Tap (con Stress)
- 2020 – Ingen lek (con Dree Low ed Einár)
- 2020 – No Love
- 2021 – Pacman
- 2021 – Feeling
- 2021 – Några år
- 2021 – Que pasa (con Rami e Mackan)
- 2021 – Glock
- 2021 – Kilos (con Rami e Mackan)
- 2021 – Homicide
- 2022 – This Is Sweden
- 2022 – 38 Special
- 2022 – Kan du höra mig
- 2022 – Chanel
- 2022 – Sevilla
- 2022 – Fendi
- 2022 – WYL
- 2023 – Trapstar
- 2023 – Kvar on the Road